# ルアンダ＝ウルンディ

ルアンダ＝ウルンディ
Ruanda-Urundi

ルアンダ＝ウルンディの領域

ルアンダ＝ウルンディは、のちのルワンダとブルンジに存在したベルギーの植民地。国際連盟時代の委任統治の1924年から1945年までと、国際連合発足後の信託統治の1945年から1962年まで存在し、ルワンダとブルンジの独立により1962年に消滅した。

## 経緯
20世紀初頭の現在のルワンダとブルンジには、ドイツ領東アフリカの3つの自治区のうちの2つ「ルアンダ」と「ウルンディ」がそれぞれ設置されていた（残りの1つは「ブコバ」、のちのタンザニアカゲラ州）。
1914年に第一次世界大戦が勃発すると、ベルギー領コンゴの公安軍がドイツ領東アフリカに対して参戦した（アフリカ戦線）。コンゴに隣接する「ルアンダ」と「ウルンディ」の2地域は、大戦中の1916年からベルギー占領地域となった。第一次世界大戦はドイツの敗北に終わり、ドイツの植民地は戦勝国により分割された。
旧ドイツ領東アフリカのベルギー占領地域は、1924年に正式に国連からベルギーに統治が委任され、ベルギー委任統治領ルアンダ＝ウルンディ（1924年-1945年）が成立した（他のドイツ領東アフリカの領域の大半は、イギリス委任統治領タンガニーカとなった）。
第二次世界大戦後は国連の信託統治制度が始まり、ベルギー信託統治領ルアンダ＝ウルンディとなる。1960年の第15回国連総会における決議によりルアンダ＝ウルンディにおいても脱植民地化が進められることとなり、両地域における住民投票や選挙の結果、1962年にルワンダは共和国、ブルンジは王国として相次いで独立し、信託統治は解消された。

## 行政
ベルギーの公用語であるフランス語が、ルアンダ＝ウルンディの公用語として導入されたため、のちのルワンダ、ブルンジでもフランス語が公用語とされた（ただし近年ルワンダでは教育言語をフランス語から英語に変更した）。
ルアンダ＝ウルンディ政府は、境界の曖昧だったフツ、ツチを、明確に区分する政策をとった。これは後のルワンダ紛争とそれにより起きたルワンダ虐殺、ブルンジ紛争に至った対立の要因となった。

## 脚註
1. ↑  12 ルアンダ・ウルンディ問題 「二 国際連合における活動その他の国際協力」『わが外交の近況』第6号、昭和37年6月、日本国外務省。
2. ↑  武内進一「ルワンダにおける二つの紛争 ジェノサイドはいかに可能となったのか」『社会科学研究』第55巻、第5・6合併号、pp.101-129、2004年。